# 愛すべき未来へ
『愛すべき未来へ』（あいすべきみらいへ）は、EXILEの7枚目のオリジナルアルバム。2009年12月2日にrhythm zoneから発売。

## 概要
前作『EXILE LOVE』から2年ぶりのオリジナルアルバムで、グループの第三章としては初のアルバム。
初回限定盤（2CD+2DVD）、通常盤2形態（CD+DVD、CDのみ）の合計3形態での発売。初回限定盤のみ、クリスマスをテーマにしたスペシャルCD『EXILE CHRISTMAS』が付属する。また、3形態共通の初回特典として、スリーブケース仕様となっている。
CDには、2008年に発売されたシングル「Ti Amo」（本作はアルバムバージョン）、アルバムと同年に発売されたシングル「THE MONSTER 〜Someday〜」「THE HURRICANE 〜FIREWORKS〜」「THE GENERATION 〜ふたつの唇〜」収録の8曲を含む15曲を収録。「forever love」を除く全曲にタイアップが付いている。なお、前作『EXILE LOVE』以降に発売されたシングルで「Pure/You're my sunshine」「LAST CHRISTMAS」は未収録となった。
DVDのDISC1は、6曲のビデオクリップ&メイキング映像集となっている。「愛すべき未来へ」は、全編アニメーション映像となっている。「Someday（こどもバージョン）」のミュージックビデオにはEXPGのキッズダンサー時代の岩谷翔吾、浦川翔平、藤原樹、砂田将宏、深堀未来が出演している。DISC2は、『EXILE LIVE TOUR 2009 "THE MONSTER"』から、さいたまスーパーアリーナ公演の映像とドキュメンタリーを収録。
収録曲「Heavenly White」からインスパイアされた世界観を、落合賢監督が脚本・監督し、『SWAN SONG』（CINEMA FIGHTERS）として映像化（2017年）。

## 主な記録
本作はベストアルバム『EXILE BALLAD BEST』以来、通算6作目のミリオンセラーとなった。
2010年の「Billboard JAPAN Top Albums Sales」で年間1位を獲得。

## 収録曲

### CD
1. Someday（Vo：ATSUSHI, TAKAHIRO）
作詞：ATSUSHI / 作曲：miwa furuse / 編曲：h-wonder
  - 30thシングル「THE MONSTER 〜Someday〜」表題曲
  - トヨタ自動車「WISH」CMソング
2. SHOOTING STAR（Vo：ATSUSHI, TAKAHIRO）
作詞：Kenn Kato / 作曲・編曲：ERIK LIDBOM
  - 32ndシングル「THE GENERATION 〜ふたつの唇〜」カップリング
  - 日本テレビ系『グラチャンバレー2009』イメージソング
  - TOKYO FM系『EXILE EX-PRESS』エンディングテーマ
3. Your Smile（Vo：ATSUSHI, TAKAHIRO）
作詞：TAKAHIRO / 作曲・編曲：浅田将明
  - TBS系『ニューイヤー駅伝2010』テーマソング
4. 優しい光（Vo：ATSUSHI, TAKAHIRO）
作詞：ATSUSHI / 作曲・編曲：春川仁志
  - 31stシングル「THE HURRICANE 〜FIREWORKS〜」カップリング
  - 明治製菓「Fran Whipps」タイアップソング
5. If ～I know～（Vo：ATSUSHI, TAKAHIRO）
作詞：ATSUSHI / 作曲：成本智美 / 編曲：中野雄太
  - 明治製菓「Fran オリジナル」TVCMソング[15]

コーラスはLoveのMISAKIが担当している。
6. Ti Amo（Vo：ATSUSHI, TAKAHIRO）
作詞：松尾潔 / 作曲：Jin Nakamura, 松尾潔 / 編曲：Jin Nakamura
  - 28thシングル「The Birthday 〜Ti Amo〜」表題曲

イントロに今剛によるスパニッシュ・ギターが加えられたアルバムバージョン[16]。
7. ふたつの唇（Vo：ATSUSHI, TAKAHIRO）
作詞：松尾潔 / 作曲・編曲：Jin Nakamura
  - 32ndシングル表題曲
  - フジテレビ系ドラマ『東京DOGS』主題歌
  - ソニー・エリクソン・モバイルコミュニケーションズ「au BRAVIA(R) Phone U1」CMソング
8. A leaf ～螺旋状のサヨナラ～（Vo：ATSUSHI, TAKAHIRO）
作詞：秋元康 / 作曲：高木宏明 / 編曲：h-wonder
  - 日本テレビ系『NNN Newsリアルタイム』リアルSPORTS 2009年12月 - 2010年1月度テーマソング[17]
9. Heavenly White（Vo：ATSUSHI, TAKAHIRO）
作詞：小竹正人 / 作曲・編曲：春川仁志
  - フジテレビ系ドラマ『東京DOGS』挿入歌
10. THE NEXT DOOR（Vo：ATSUSHI, TAKAHIRO）
作詞・作曲：lil' showy / 編曲：中野雄太
  - 配信限定シングルの日本語バージョン
  - 30thシングルカップリング
  - カプコン『ストリートファイターIV』テーマソング
11. FIREWORKS（Vo：ATSUSHI, TAKAHIRO, NESMITH, SHOKICHI / Rap：DOBERMAN INC）
作詞：michico, P-CHO, GS, KUBO-C, TOMOGEN / 作曲：T. Kura, michico / 編曲：T. Kura
  - 31stシングル表題曲
  - スカパー!「EXILE TV」CMソング
12. GENERATION（Vo：ATSUSHI, TAKAHIRO, NESMITH, SHOKICHI）
作詞：Kenn Kato / 作曲：BACHLOGIC, ERIK LIDBOM / 編曲：BACHLOGIC
  - 30thシングルカップリング
  - アルバム「J Soul Brothers」リードトラックの新録バージョン（（二代目）J Soul Brothers）
13. Angel（Vo：ATSUSHI, TAKAHIRO, NESMITH, SHOKICHI）
作詞：ATSUSHI / 作曲・編曲：原一博
  - TBS系『ひるおび!』2009年12月度エンディングテーマ[17]

後に33rdシングル「FANTASY」ボーナストラックとしてアコースティックバージョンが収録された。
ATSUSHIはボーカルプログラムも担当[16]。
14. forever love（Vo：ATSUSHI）
作詞：ATSUSHI / 作曲：Arno Lucas, Jerome Dufour / 編曲：Arno Lucas, Kenji Sano)
  - ATSUSHIのソロ曲

結婚をテーマとした曲[16]。
後にATSUSHIの1stアルバム『Solo』にも収録された。
15. 愛すべき未来へ（Vo：ATSUSHI, TAKAHIRO）
作詞：ATSUSHI / 作曲・編曲：宅見将典 / ストーリー：岸谷五朗
  - 本作の表題曲
  - 30thシングルカップリング
  - ダイワハウスSpecial地球ゴージャスプロデュース公演Vol.10「星の大地に降る涙」主題歌

### DVD

#### DISC1
※初回限定盤、通常盤（CD+DVD）のみ
- ［Video Clip］
  1. The Beginning Of EXILE GENERATION
  2. Someday
  3. FIREWORKS
  4. 優しい光
  5. ふたつの唇（完全版）
  6. Someday（こどもバージョン）
  7. 愛すべき未来へ
- ［Making映像］ 
  1. The Beginning Of EXILE GENERATION
  2. Someday
  3. Someday（こどもバージョン）
  4. FIREWORKS
  5. ふたつの唇

#### DISC2『「EXILE LIVE TOUR 2009 "THE MONSTER"」Tour Document Movie with Tour Final Live（2009.8.16 Saitama Super Arena）』
※初回限定盤のみ
1. THE NEXT DOOR
2. Someday
3. SUPER SHINE
4. WON'T BE LONG
5. Choo Choo TRAIN
6. 真夏の果実
7. 銀河鉄道999 feat. VERBAL（m-flo）
8. 24karats
9. FIREWORKS
10. 愛すべき未来へ

### X'mas Album『EXILE CHRISTMAS』
※初回限定盤のみ
1. Silent Night（Vo：ATSUSHI, TAKAHIRO）
編曲：中野雄太
  - クリスマス・ソング「Silent Night」のカバー。
2. 夢見るようなクリスマス（Vo：ATSUSHI, TAKAHIRO）
作詞：谷中敦 / 作曲：Quadraphonic / 編曲：Quadraphonic, iccha
  - 新曲。ららぽーと Xmas2009 TVCMイメージソング[17]
3. Lovers Again（Vo：ATSUSHI, TAKAHIRO）
作詞：松尾潔 / 作曲：Jin Nakamura / 編曲：中野雄太
  - 22ndシングルのリアレンジ・バージョン。
4. HOLY NIGHT（Vo：ATSUSHI, TAKAHIRO）
作詞：ATSUSHI / 作曲：Daisuke “DAIS” Miyachi / 編曲：今剛
  - 21stシングル・カップリング曲のアコースティック・バージョン。
5. I Believe（Vo：ATSUSHI, TAKAHIRO）
作詞：TAKAHIRO / 作曲：浅田将明 / 編曲：中野雄太
  - 26thシングルのリアレンジ・バージョン。
  - 東武鉄道「リライズガーデン西新井」CMソング
6. LAST CHRISTMAS（Vo：ATSUSHI, TAKAHIRO）
作詞・作曲：ジョージ・マイケル / 日本語詞：松尾潔 / 編曲：中野雄太
  - 29thシングルのリアレンジ・バージョン。
  - ワム!のカバー
7. 愛すべき未来へ（オルゴール・バージョン） (Instrumental)
  - 30thシングルカップリング、7thアルバム表題曲のオルゴール・バージョン。

## カバー

### EXILE TAKAHIROによるカバー
「Heavenly White EXILE RESPECT Ver.」(ヘヴンリー・ホワイト・エグザイル・リスペクト・ヴァージョン)は、EXILE TAKAHIROの配信限定シングル。2020年12月21日に配信された。

#### 概要
前作「 運命のヒト」から3カ月ぶりのリリースで、EXILEの曲をセルフカバーする企画「EXILE RESPECT」の配信シングル第2弾。ミュージック・カードも販売。
ミュージックビデオはレコーディングスタジオでの歌唱風景をメインに、アーティスト写真の撮影風景や、EXILE TRIBE FAMILY FAN CLUB EVENT "TAKAHIRO 道の駅 2017-2018"でのライブ映像シーンや、さらに、2021年1月22日に発売の「TAKAHIROじゃらん」のスチール撮影風景も収録された。

#### 収録曲
1. Heavenly White EXILE RESPECT Ver. [5:09]
作詞：小竹正人 / 作曲：春川仁志

### その他のカバー
Heavenly White
- ボーイズIIメン（2010年、アルバム『Covered: Winter』収録）

Angel
- GENERATIONS from EXILE TRIBE（2021年、シングル『GENERATIONS FROM EXILE』収録）